# Thecla augustinus
Thecla augustinus är en fjärilsart som beskrevs av Butler och Druce 1872. Thecla augustinus ingår i släktet Thecla och familjen juvelvingar. Inga underarter finns listade i Catalogue of Life.

## Bildgalleri

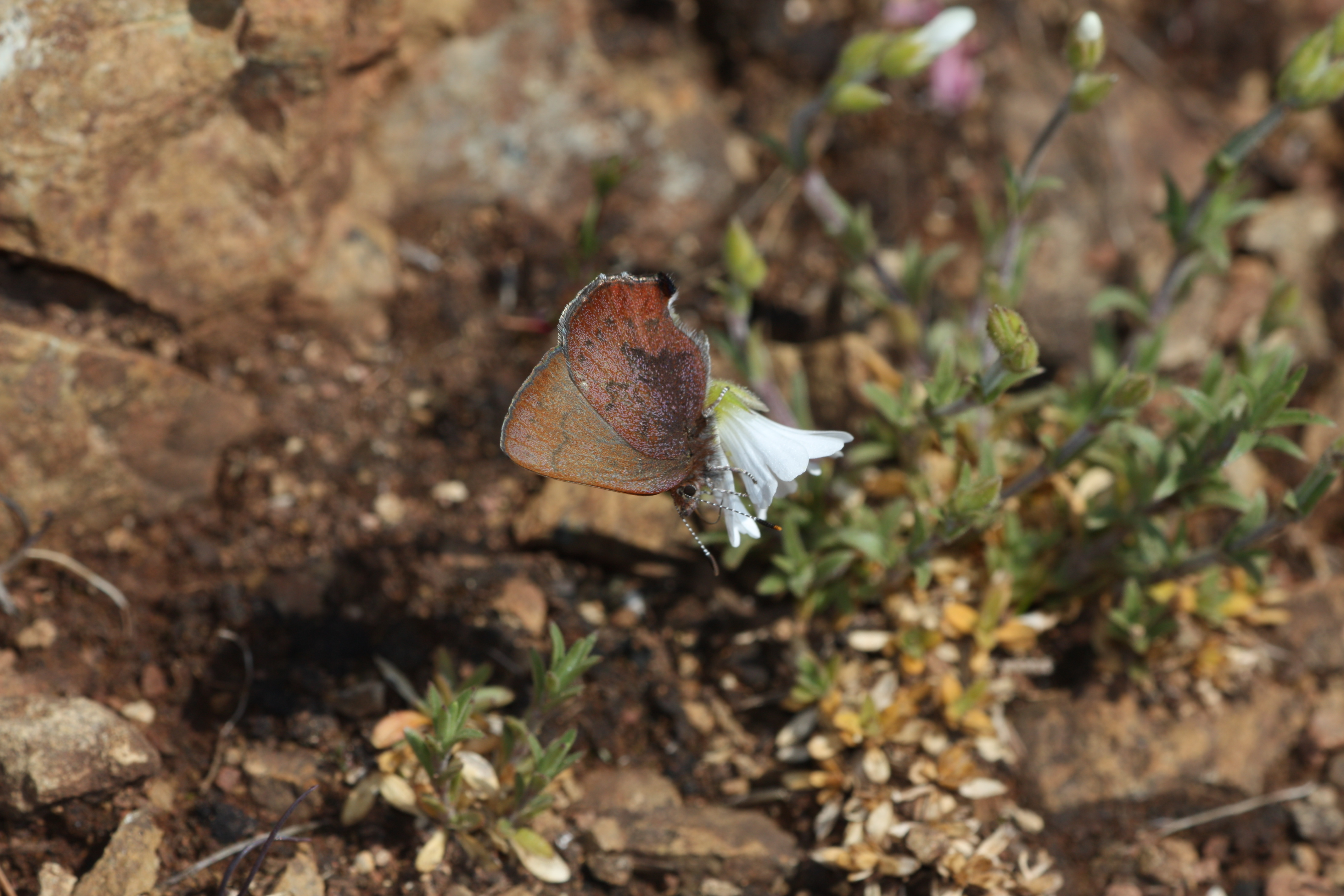